# Балбеков, Алексей Захарович
Алексей Захарович Балбеков (14 апреля 1933, Осино-Гай — 6 мая 1999, Таганрог, Ростовская область) — заслуженный летчик-испытатель СССР (1978). Полковник.

## Биография
В 1954 окончил Армавирское военное авиационное училище летчиков. Летчик-истребитель. С 1962 на летно-испытательной работе в Летно-испытательном институте ВВС, с 1975 летчик-испытатель военной приемки Новосибирского авиационного завода, с 1979 на Таганрогском авиационном заводе имени Димитрова. С 1983 в запасе и работал старшим инженером НИИ ОНИЛ ТРТИ. За более чем 30-летнюю летную жизнь налетал более 13 тысяч часов, освоил более 70 типов самолётов разных типов, в том числе испытывал Су-7б, Як-25, Су-17, Миг-23Б и др. Нагр.: Орденом Ленина, 8 медалями.